# Maruyama Kosuke
Kosuke Maruyama (sinh ngày 30 tháng 11 năm 1980) là một cầu thủ bóng đá người Nhật Bản.

## Sự nghiệp câu lạc bộ
Kosuke Maruyama đã từng chơi cho Mito HollyHock.